# کیکوچی تاکه‌میتسو
کیکوچی تاکه‌میتسو (انگلیسی: Kikuchi Takemitsu; ۱ ژانویهٔ ۱۳۱۹ – ۲۹ دسامبر ۱۳۷۳) افسر (ارتش) در دوره نانبوکوچو اهل ژاپن بود.